# Katharina Königsfeld
Katharina Königsfeld (* 1988 in Bamberg) ist eine deutsche Pianistin.

## Leben
Die Pianistin und Organistin Katharina Königsfeld war bereits mit 15 Jahren Vertretungsorganistin in der Kirche St. Stephan in Bamberg sowie Organistin des Hauses Wilhelm-Löhe. Sowohl am Klavier als auch an der Orgel wurde Königsfeld mehrmals Preisträgerin beim Wettbewerb Jugend musiziert.
Nach dem Abitur am musischen E.T.A.-Hoffmann Gymnasium Bamberg studierte sie ab 2007 Klavier bei Arnulf von Arnim an der Folkwang Universität der Künste. Seit 2012 studiert sie Orgel bei Roland Maria Stangier an der Folkwang Universität der Künste in Essen. Katharina Königsfeld war Stipendiatin des Rotary Club Bamberg. In ihrem Studium wurde sie durch Stipendien der Int. Sommerakademie Cervo (Italien) und der Gunter und Waltraud Greffenius Stiftung unterstützt. 2015 war sie Stipendiatin der Hans-Rudolf-Stiftung.
2008 rief sie die Konzertreihe Klassik im Schloss Burgellern ins Leben und trat 2010 als Solistin bei der Abschlussveranstaltung Ruhr.2010 auf. Neben dem Solorepertoire beschäftigt sie sich mit Kammermusik und Lied. Mit der Sopranistin Meike Albers verbindet sie seit 2008 eine enge Zusammenarbeit. Musikalische Anregungen erhielt sie von Justus Zeyen, Jan Philip Schulze, Christoph Eschenbach und Matthias Goerne.
Königsfeld konzertierte in der Konzerthalle Bamberg, der Philharmonie Essen, dem Konzerthaus Dortmund und der Jahrhunderthalle Bochum. Seit 2014 ist sie bei Sony Classical unter Vertrag.

## Diskographie
- Piano Fantasy by Katharina. Sony Music Entertainment, 2015.